# Zigarettenautomat

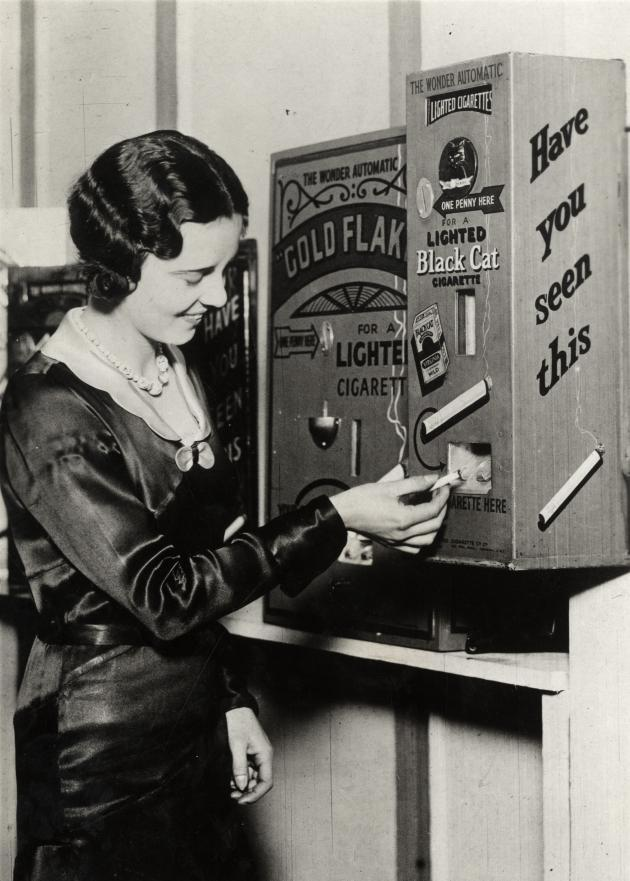
Angezündete Zigarette, geliefert durch einen Zigarettenautomaten. England, 1931.

Ein Zigarettenautomat ist ein Verkaufsautomat für Zigaretten. Zigarettenautomaten sind – je nach Land, falls überhaupt – im öffentlichen Raum oder in Gaststätten aufgestellt. Die Bezahlung der ausgegebenen Tabakwaren in handelsüblichen Zigarettenpackungen erfolgt mittels Bargeld, meist Münzen, oder per Geldkarte. Dabei verfügen mittlerweile nahezu alle Zigarettenautomaten über die Möglichkeit, bargeldlos zu bezahlen.

## Deutschland

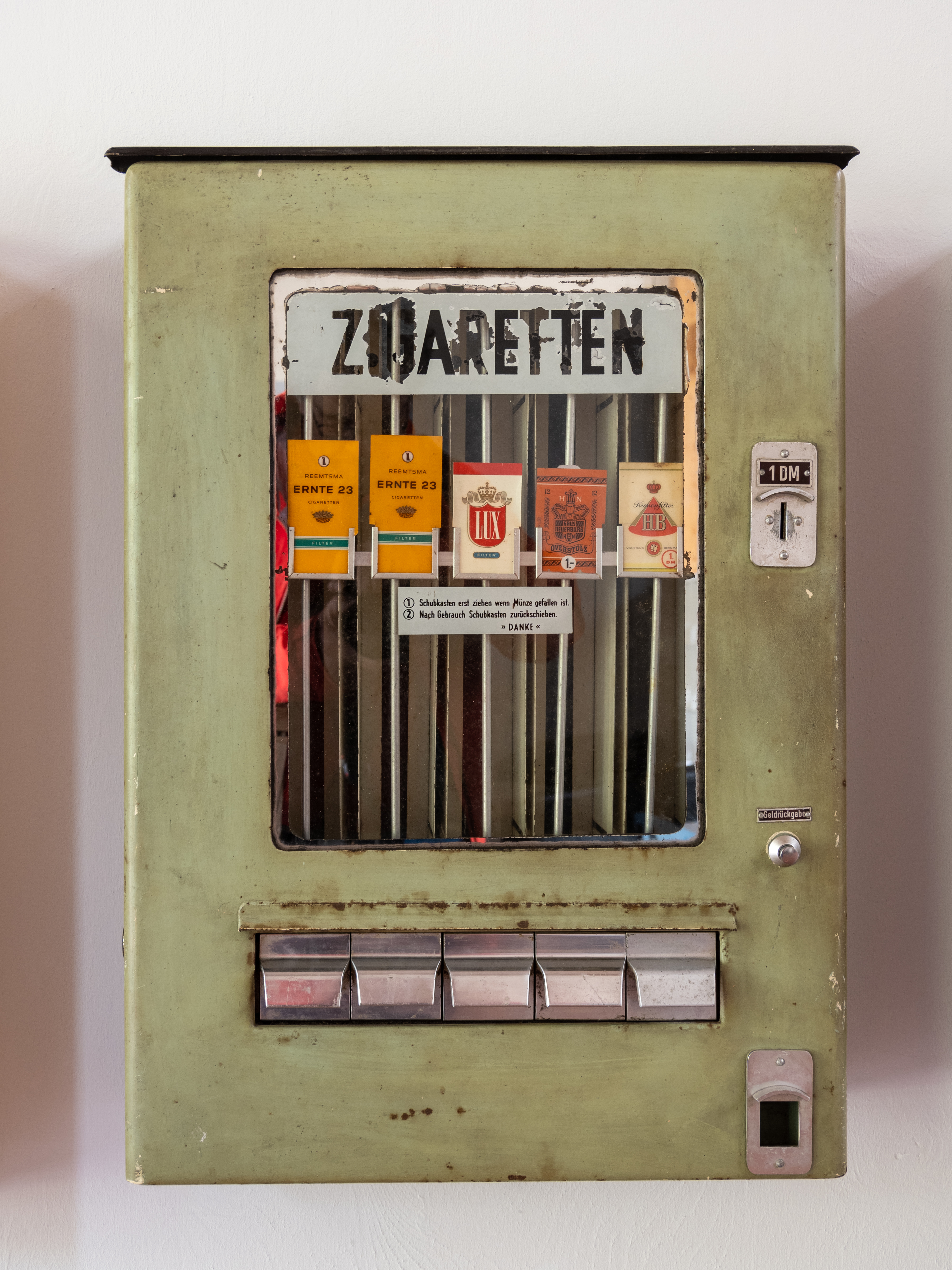
Historischer Zigarettenautomat im Museumsdorf Cloppenburg

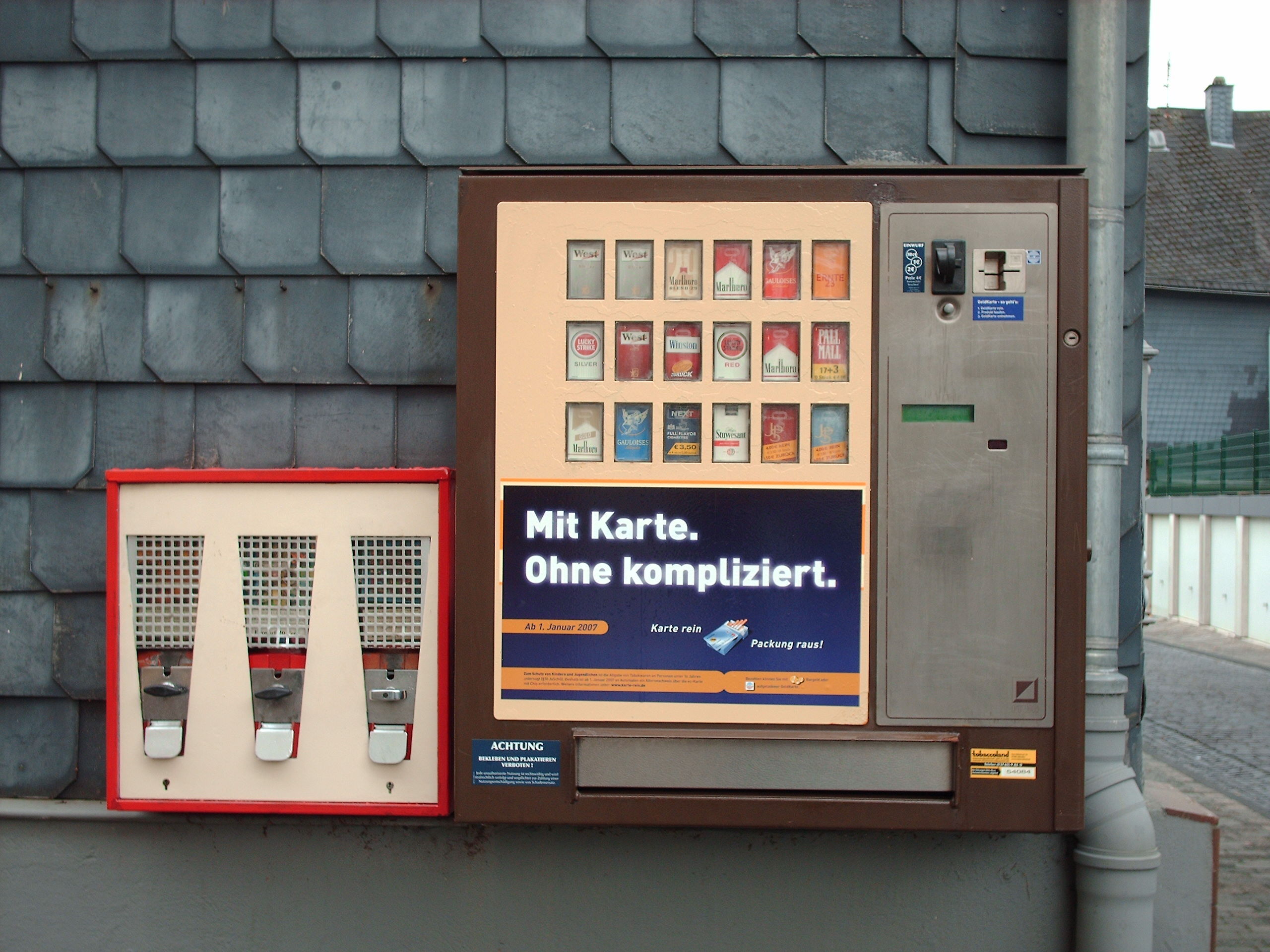
Zigarettenautomat in Deutschland mit Hinweis auf GeldKarte-System

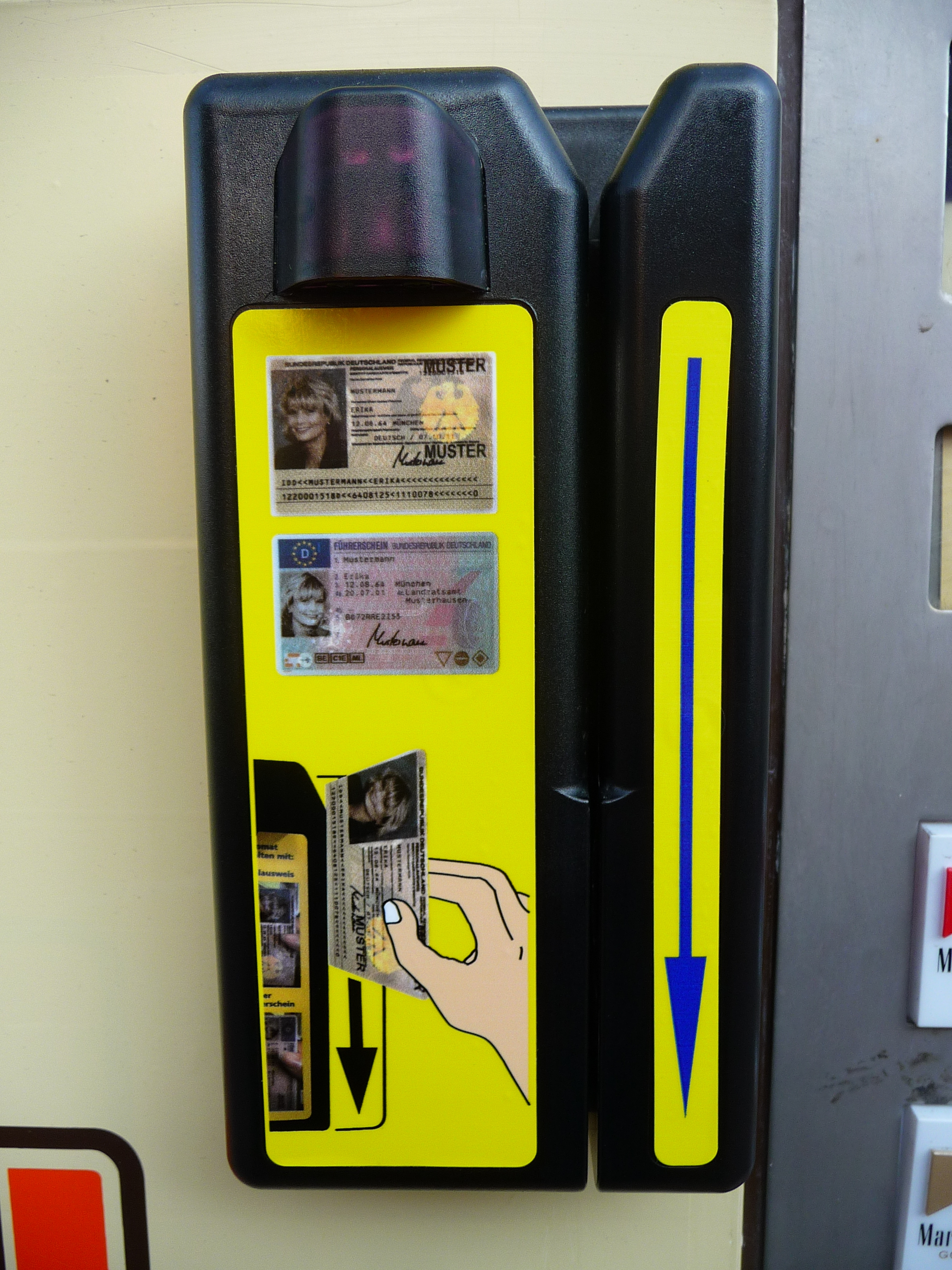
Vorrichtung an einem Zigarettenautomaten zur Freischaltung über den deutschen Personalausweis bzw. EU-Führerschein

Die Zahl der Zigarettenautomaten in Deutschland ist stark rückläufig. 1997 gab es bundesweit ca. 815.000 Automaten, 2006 nur noch rund 500.000, 2018 sank die Zahl auf 320.000. Durch die Änderung des Jugendschutzgesetzes mussten bis zum 1. September 2007 alle Automaten auf eine Technik umgerüstet werden, die die Einhaltung des Abgabeverbots von Tabakwaren an Jugendliche unter 18 Jahren garantiert. Die Automatenindustrie setzte in erster Linie auf das Jugendschutzmerkmal der Geldkarte. Dafür wird eine im Chip der Karte gespeicherte Altersinformation elektronisch ausgelesen. Eine andere Möglichkeit der Altersüberprüfung stellt an vielen Automaten das Durchziehen des EU-Führerscheins oder des Personalausweises dar. Dabei erfolgt eine Echtheitsprüfung anhand optischer Merkmale des Ausweisdokumentes. Zur Alterskontrolle wird das Geburtsdatum ausgewertet. Bis zum 31. Dezember 2008 konnten Jugendliche über 16 Jahren ihre Zigaretten übergangsweise von Zigarettenautomaten kaufen.
Aufgestellt und betrieben werden Zigarettenautomaten meist durch spezialisierte Unternehmen, Automatenaufsteller oder Zigarettengroßhändler. Die Inhaber der Aufstellfläche (Haus- oder Grundstücksbesitzer, Gastronomen) erhalten eine Provision, die sich an der Zahl der verkauften Zigaretten bemisst.
Die rechtliche Frage, ob die Antragsstellung auf Abschluss eines Kaufvertrags vom Kunden ausgeht oder ob es sich beim Aufstellen eines Zigarettenautomaten um eine offerta ad incertas personas handelt mit der dreifachen Bedingung der Funktionsfähigkeit des Automaten, dem Vorhandensein von Ware und der richtigen Bedienung, ist umstritten.

## Österreich
In Österreich gibt es Zigarettenautomaten sowohl in Gaststätten als auch auf der Straße, meist vor Tabaktrafiken. Die Packungsgrößen sind dieselben wie in den Trafiken. Zusätzlich zu Zigaretten werden mittlerweile auch vermehrt Nikotinbeutel angeboten. Sie ähneln dem schwedischen Snus und umgehen durch ihre tabakfreie Erscheinung das Verkaufsverbot von Snus innerhalb der EU. 
Der Preis ist bei den Automaten, die von Trafikanten betrieben werden, derselbe wie in den Tabaktrafiken (in Lokalen müssen gesetzlich mindestens 10 % auf den Kleinverkaufspreis aufgeschlagen werden). In Österreich sind Automaten in Gastronomiebetrieben vergleichsweise selten, da der Ladenverkauf zulässig ist. Die Bezahlung erfolgt mit Münzen und, insbesondere nach der Währungsumstellung vom Schilling auf Euro im Jahr 2002, auch vermehrt mit Scheinen. Das Rückgeld wird in Münzen ausbezahlt. Die Zahlung per SMS über Paybox ist bei vielen Automaten möglich. Bei Zahlung mit einem 10-€-Schein besteht meist ein Kaufzwang von zwei Packungen.

### Geschichte
Automaten, bei denen man seinen Bedarf an Zigarren und Zigaretten außerhalb der Öffnungszeiten der Trafiken decken konnte, sind in Österreich schon seit mehr als 100 Jahren im Einsatz. Der erste öffentliche Zigarettenautomat in Form der existierenden Zündhölzchenautomaten mit dem Schild „K. k. Tabakverschleißautomat“ wurde am 19. April 1899 im 16. Wiener Gemeindebezirk Ottakring an der Ecke Blumberggasse und Ottakringer Straße montiert. Er enthielt zwölf Produkte, darunter Memphis und Zigarettentabak. Für jedes Produkt gab es einen eigenen Geldeinwurf, wobei man für den Herzigowinatabak 40 Heller einwarf und 6 Heller zurückbekam.
1900 haben mehrere österreichische Städte dem Fürsten Wrede und Consortium die Bewilligung erteilt, seine Automaten auf öffentlichem Grund zur Aufstellung zu bringen. Ab dem 1. Januar 2007 musste man sich beim Kauf an Zigarettenautomaten als „über 16-jährig“ ausweisen; zu Anfang 2019 wurde das Mindestalter auf 18 gehoben. Dies geschieht entweder mit einer Bankomatkarte, die in den Quickschacht gesteckt wird oder berührungslos mittels NFC (Near Field Communication) gelesen wird, oder per SMS über Paybox. Es gelten nur österreichische Bankkarten, in den Tourismusgebieten akzeptieren einige (extra gekennzeichnete) Automaten auch deutsche Geldkarten. Weiters müssen es bankomatfähige Bankkarten sein.

## Schweiz
In der Schweiz findet man Zigarettenautomaten in den meisten Gaststätten. Tabakpapier und Feuerzeuge kann an letzteren Automaten auch bezogen werden. Außerdem konnte man bis 2007 Zigaretten aus Snackautomaten (Selecta-Automaten) beziehen, die häufig entweder an Bahnhöfen oder, falls die Ortschaft keinen Bahnhof hat, an zentralen Lagen in diesen Ortschaften zu finden waren. Hier war die Auswahl jedoch meist auf zwei bis drei Marken beschränkt. Mit Einstellung des Selecta-Angebots existieren im Unterschied zu Deutschland und Österreich seither keine Zigarettenautomaten mehr auf öffentlichem Grund, sondern nur noch in Gaststätten und an ähnlichen Orten innerhalb Gebäuden.
Per 1. Januar 2016 war in 22 der 26 Kantone der Schweiz die Abgabe von Tabakwaren an Verkaufsautomaten gesetzlich reguliert. Lediglich in den Kantonen Appenzell Innerrhoden, Genf, Obwalden und Schwyz war zu diesem Zeitpunkt der Verkauf oder die Abgabe von Tabakwaren an Minderjährige nicht verboten. Das Abgabealter variiert ebenfalls nach Kanton:
- Abgabealter von 18 Jahre: Bern, Basel-Landschaft, Basel-Stadt, Jura, Neuenburg, Nidwalden, Schaffhausen, Tessin, Waadt und Zug.
- Abgabealter von 16 Jahren: Aargau, Appenzell Ausserrhoden, Freiburg, Glarus, Graubünden, Luzern, St. Gallen, Solothurn, Thurgau, Uri, Wallis und Zürich.
- Keine Abgabealtersbegrenzung: Appenzell Innerrhoden, Genf, Obwalden und Schwyz.

## Italien
Normalerweise werden Zigaretten in Läden verkauft, die eine Lizenz für „Sali e Tabacchi“ besitzen. Vor diesen Geschäften befindet sich häufig ein Automat, der Zigaretten, Blättchen und Feuerzeuge abgibt, wenn der Laden geschlossen ist. Mittlerweile finden sich auch vereinzelte Zigarettenautomaten. Die sind rund um die Uhr geöffnet.

## Japan

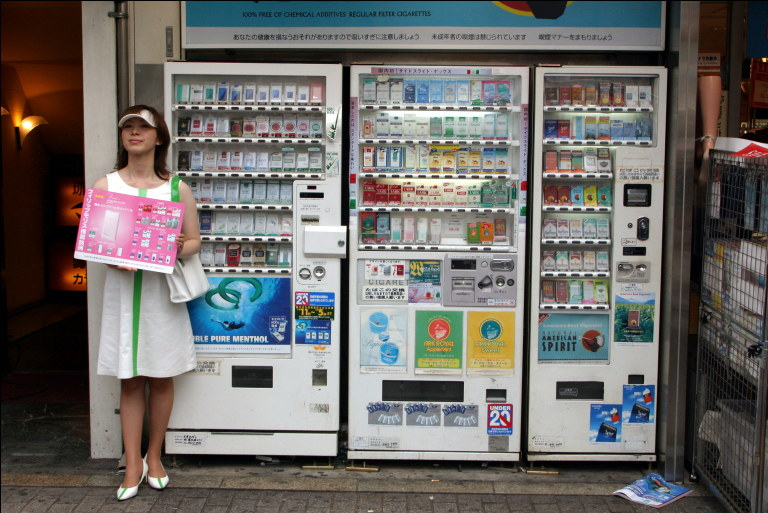
Zigarettenautomat mit Werbepersonal in Tokio

In Japan gibt es etwa 5,5 Millionen Zigarettenautomaten in Gaststätten und im Freien, die einen Umsatz von etwa 44 Milliarden Euro jährlich ausmachen. Die früher das Stadtbild prägenden kleinen Tabakhändler, die ihren Verkauf auf die gängigsten Marken beschränkten und nur über sehr wenig Platz verfügten, haben oft ihre Durchreiche durch Zigarettenautomaten ersetzt. Japanische Zigarettenautomaten bieten besondere Eigenschaften wie Akzeptanz von Scheinen, Wechselgeld-Ausgabe, digitalen Anzeigen für Leerfächer und dekorative Ausleuchtung.
Öffentlich zugängliche Zigarettenautomaten geben zwecks Jugendschutz nachts von 23 bis 6 Uhr keine Zigaretten aus. Zudem wurden ab Juli 2008 vorläufig 570.000 der Zigarettenautomaten in einem Pilotprojekt mit einer Technik ausgestattet, die per Digitalkamera Gesichter potenzieller Kunden auf Altersmerkmale wie faltige Haut untersucht und dazu das Gesicht des Käufers mit einer Datenbank von über 100.000 Menschen abgleicht. Die Herstellerfirma Fujitaka ging davon aus, dass ihr System 90 Prozent der Personen richtig zuordnen kann. Fehlfunktionen kann es jedoch bei sehr jung aussehenden Erwachsenen und sehr alt aussehenden Jugendlichen geben. Aufgrund dessen wurden fast alle japanischen Zigarettenautomaten erneut umgerüstet, sodass dort der Erwerb von Tabakwaren nun nur noch durch eine besondere, das Alter bestätigende „Taspo-Card“ möglich ist, die man erst mit Erreichen der Volljährigkeit, also ab 20 Jahren, beantragen kann.

## Vereinigtes Königreich
Seit dem 1. Oktober 2011 ist der Verkauf von Tabakwaren über Automaten im Vereinigten Königreich gesetzlich verboten, da jährlich bis zu 35 Millionen Zigaretten über Zigarettenautomaten illegal an Minderjährige verkauft wurden. Zuwiderhandlungen werden mit Strafen von bis zu 2500 Pfund (etwa 2990 Euro) verfolgt.
In Nordirland und Wales gilt das Verbot seit 1. Februar 2012, in Schottland wurde die Einführung aufgrund einer anhängigen Klage verschoben. Ab dem 1. April 2012 ist die Werbung für Tabakwaren und deren freier Verkauf in Supermärkten unter Strafe gestellt.

## Andere Länder
In vielen Ländern gibt es keine oder nur wenige öffentlich frei zugängliche Zigarettenautomaten. Gründe dafür sind meist gesetzliche Regelungen. So gibt es in Frankreich und Spanien (Mallorca) zwar Zigarettenautomaten, jedoch ausschließlich in Bars, zu denen Jugendliche unter 18 Jahren keinen Zutritt haben.